# Équipe d'Allemagne masculine de volley-ball
Cet article traite de l'équipe masculine. Pour l'équipe féminine, voir Équipe d'Allemagne féminine de volley-ball.
L'équipe d'Allemagne de volley-ball est composée des meilleurs joueurs allemands sélectionnés par la Fédération allemande de volley-ball (DVV: Deutscher Volleyball-Verband). Elle est classée au 16e rang de la Fédération Internationale de Volleyball au 19 juillet 2022.

## Liste des sélectionneurs
- 1956 :  Eberhard Schulz
- 1957-1958 :  Werner Lohr
- 1958-1970* :  Edgar Blossfeldt
- 1959-1960 :  Jerzy Pławczyk
- 1961-1964 :   Alexander Mühle
- 1965-1971 :  Miroslav Rovný
- 1971 :  Josef Stolarik
- 1971 :  Akira Kato
- 1971-1972 :  Manfred Kindermann
- 1973-1974 :  Michael Gregori
- 1974-1976 :  Sebastian Mihăilescu
- 1976-1983 :  Michael Gregori
- 1983-1987 :  Zbigniew Jasiukiewicz
- 1987-1990 :  Stelian Moculescu
- 1990-1994 :  Igor Prieložný
- 1995-1998 :  Olaf Kortmann
- 1999-2008 :  Stelian Moculescu
- 2009-2011 :  Raúl Lozano
- 2012-sept. 2016 :  Vital Heynen
- 25  janvier 2017-2021 :  Andrea Giani
- 2022- :  Michał Winiarski

## Sélection actuelle
| No                                       | Nom                                      | Date de naissance                        | Taille                       | Poids                        | Poste                        |
| ---------------------------------------- | ---------------------------------------- | ---------------------------------------- | ---------------------------- | ---------------------------- | ---------------------------- |
| 1                                        | Christian Fromm                          | 15 août 1990                             | 204                          | 99                           | Réceptionneur-attaquant      |
| 2                                        | Markus Steuerwald                        | 7 mars 1989                              | 182                          | 85                           | Libero                       |
| 3                                        | Ruben Schott                             | 8 juillet 1994                           | 192                          | 85                           | Réceptionneur-attaquant      |
| 4                                        | Merten Krüger                            | 8 novembre 1990                          | 195                          | 93                           | Passeur                      |
| 5                                        | Sebastian Kühner                         | 15 mars 1987                             | 203                          | 91                           | Passeur                      |
| 6                                        | Denis Kaliberda                          | 24 juin 1990                             | 193                          | 95                           | Réceptionneur-attaquant      |
| 7                                        | Dirk Westphal                            | 31 janvier 1986                          | 203                          | 92                           | Réceptionneur-attaquant      |
| 8                                        | Marcus Böhme                             | 25 août 1985                             | 211                          | 116                          | Central                      |
| 9                                        | Jan Zimmermann                           | 12 février 1993                          | 190                          | 76                           | Passeur                      |
| 10                                       | Jochen Schöps                            | 8 octobre 1983                           | 200                          | 100                          | Attaquant                    |
| 11                                       | Lukas Kampa                              | 29 novembre 1986                         | 196                          | 90                           | Passeur                      |
| 12                                       | Ferdinand Tille                          | 8 décembre 1988                          | 185                          | 75                           | Libero                       |
| 13                                       | Simon Hirsch                             | 3 avril 1992                             | 204                          | 88                           | Attaquant                    |
| 14                                       | Tom Strohbach                            | 27 mai 1992                              | 196                          | 83                           | Réceptionneur-attaquant      |
| 15                                       | Tim Broshog                              | 2 décembre 1987                          | 205                          | 112                          | Central                      |
| 16                                       | Marvin Prolingheuer                      | 29 juin 1990                             | 209                          | 89                           | Attaquant                    |
| 17                                       | Moritz Reichert                          | 15 mars 1995                             | 194                          | 85                           | Réceptionneur-attaquant      |
| 18                                       | Michael Andrei                           | 6 août 1985                              | 210                          | 98                           | Central                      |
| 19                                       | Björn Höhne                              | 27 mars 1991                             | 192                          | 90                           | Réceptionneur-attaquant      |
| 20                                       | Philipp Collin                           | 28 octobre 1990                          | 204                          | 98                           | Central                      |
| 21                                       | Jaromir Zachrich                         | 14 avril 1985                            | 201                          | 95                           | Central                      |
| 22                                       | Georg Klein                              | 22 août 1991                             | 201                          | 94                           | Central                      |
|                                          |                                          |                                          |                              |                              |                              |
| Encadrement technique                    | Encadrement technique                    |                                          | Légende                      | Légende                      | Légende                      |
| Entraîneur : Andrea Giani                | Entraîneur : Andrea Giani                | Entraîneur : Andrea Giani                | : Capitaine                  | : Capitaine                  | : Capitaine                  |
| Entraîneur(s) adjoint(s) : Stefan Hübner | Entraîneur(s) adjoint(s) : Stefan Hübner | Entraîneur(s) adjoint(s) : Stefan Hübner | : Joueur blessé actuellement | : Joueur blessé actuellement | : Joueur blessé actuellement |
| Manager général : Jan Kahlenbach         |                                          |                                          |                              |                              |                              |

| Équipe type : Allemagne                                                                              |
| \| Kampa · # 11 Fromm · # 1 Böhme · # 8 Schöps · # 10 Kaliberda · # 6 Broshog · # 15 Tille · # 12 \| |
| Kampa · # 11 Fromm · # 1 Böhme · # 8 Schöps · # 10 Kaliberda · # 6 Broshog · # 15 Tille · # 12       |

| Kampa · # 11 Fromm · # 1 Böhme · # 8 Schöps · # 10 Kaliberda · # 6 Broshog · # 15 Tille · # 12 |

## Palmarès et parcours

### Palmarès
- Championnat du monde (1)
  - Vainqueur : 1970 (RDA)
  - Troisième : 2014
  - Quatrième : 1966 (RDA), 1974 (RDA)
- Championnat d'Europe
  - Finaliste : 2017
- Jeux olympiques
  - Finaliste : 1972 (RDA)
  - Quatrième : 1968 (RDA)
- Ligue européenne (1)
  - Vainqueur : 2009
  - Quatrième : 2004, 2008
- Coupe du monde (1)
  - Vainqueur : 1969 (RDA)

### Parcours

#### Jeux olympiques
| - 1964 : Non qualifié - 1968 : 4e (RDA) - 1972 : 2e (RDA) et 11e (RFA) - 1976 : Non qualifié - 1980 : Non qualifié - 1984 : Non qualifié - 1988 : Non qualifié - 1992 : Non qualifié - 1996 : Non qualifié - 2000 : Non qualifié |  | - 2004 : Non qualifié - 2008 : 9e - 2012 : 5e - 2016 : Non qualifié - 2020 : Non qualifié |

#### Championnats du monde
| - 1949 : Non qualifié - 1952 : Non qualifié - 1956 : 12e (RDA) et 24e (RFA) - 1960 : Non qualifié - 1962 : Non qualifié - 1966 : 4e (RDA) et 20e (RFA) - 1970 : Vainqueur (RDA) - 1974 : 4e (RDA) - 1978 : 9e (RDA) - 1982 : 12e (RDA) |  | - 1986 : Non qualifié - 1990 : Non qualifié - 1994 : 9e - 1998 : Non qualifié - 2002 : Non qualifié - 2006 : 9e - 2010 : 8e - 2014 : 3e - 2018 : Non qualifié |

#### Championnat d'Europe
| - 1948 : Non qualifié - 1950 : Non qualifié - 1951 : Non qualifié - 1955 : Non qualifié - 1958 : 9e (RDA) et 19e (RFA) - 1963 : 9e (RDA) et 15e (RFA) - 1967 : 4e (RDA) - 1971 : 4e (RDA) et 16e (RFA) - 1975 : 7e (RDA) - 1977 : 9e (RDA) - 1979 : 9e (RDA) - 1981 : 6e (RDA) et 10e (RFA) |  | - 1983 : 6e (RDA) - 1985 : Non qualifié - 1987 : Non qualifié - 1989 : 9e (RDA) et 11e (RFA) - 1991 : 4e - 1993 : 4e - 1995 : 8e - 1997 : 9e - 1999 : Non qualifié - 2001 : 11e - 2003 : 7e - 2005 : Non qualifié |  | - 2007 : 5e - 2009 : 6e - 2011 : 15e - 2013 : 6e - 2015 : 8e - 2017 : 2e - 2019 : 8e - 2021 : 6e |

#### Ligue mondiale
| - 1990 : Non participant - 1991 : Non participant - 1992 : 12e - 1993 : 8e - 1994 : 10e - 1995 : Non participant - 1996 : Non participant - 1997 : Non participant - 1998 : Non participant - 1999 : Non participant | - 2000 : Non participant - 2001 : Non participant - 2002 : 9e - 2003 : 10e - 2004 : Non participant - 2005 : Non participant - 2006 : Non participant - 2007 : Non participant - 2008 : Non participant - 2009 : Non participant | - 2010 : 9e - 2011 : 11e - 2012 : 5e - 2013 : 7e - 2014 : 16e - 2015 : Non participant - 2016 : 26e - 2017 : 26e |

#### Ligue des nations
| - 2018 : 9e - 2019 : 14e - 2020 : N/A - 2021 : 13e - 2022 : 12e |

#### Ligue européenne
| - 2004 : 4e - 2005 : 5e - 2006 : 5e - 2007 : 5e - 2008 : 4e - 2009 : Vainqueur - 2010 : Non participant - 2011 : Non participant - 2012 : Non participant - 2013 : Non participant | - 2014 : Non participant - 2015 : Non participant - 2016 : Non participant - 2017 : Non participant - 2018 : Non participant - 2019 : Non participant - 2020 : N/A - 2021 : Non participant - 2022 : Non participant |

#### Coupe du monde
| - 1965 : Non qualifié - 1969 : Vainqueur (RDA) et 10e (RFA) - 1977 : Non qualifié - 1981 : Non qualifié - 1985 : Non qualifié - 1989 : Non qualifié - 1991 : 7e - 1995 : Non qualifié - 1999 : Non qualifié - 2003 : Non qualifié |  | - 2007 : Non qualifié - 2011 : Non qualifié - 2015 : Non qualifié - 2019 : Non qualifié |

#### World Grand Champions Cup
| - 1993 : Non qualifié - 1997 : Non qualifié - 2001 : Non qualifié - 2005 : Non qualifié - 2009 : Non qualifié - 2013 : Non qualifié - 2017 : Non qualifié - 2021 : N/A |